# ويليام ويكس
ويليام ويكس (بالإنجليزية: William Weeks)‏ هو مهندس معماري أمريكي، ولد في 11 مارس 1813 في مارثا فينيارد في الولايات المتحدة، وتوفي في 8 مارس 1900.